# Carlos Villarías
Carlos Villarías (Cordova, 7 luglio 1892 – Los Angeles, 27 aprile 1976) è stato un attore spagnolo.
Principalmente noto per avere interpretato il ruolo del "Conte Dracula" nella versione in lingua spagnola del film Drácula del 1931.

## Filmografia parziale
- Drácula (1931)
- Road of Hell (1931)
- The California Trail (1933)
- The Mystery of the Ghastly Face (1935)
- Mis dos amores  (1938)
- La Inmaculada  (1939)
- Summer Hotel (1944)
- The Museum of Crime (1945)
- The Private Life of Mark Antony and Cleopatra (1947)
- La dea inginocchiata (La diosa arrodillada), regia di Roberto Gavaldón (1947)
- Adventure in the Night (1948)
- Zorina (1949)
- Lola Casanova (1949)